# Puszcza Rzepińska

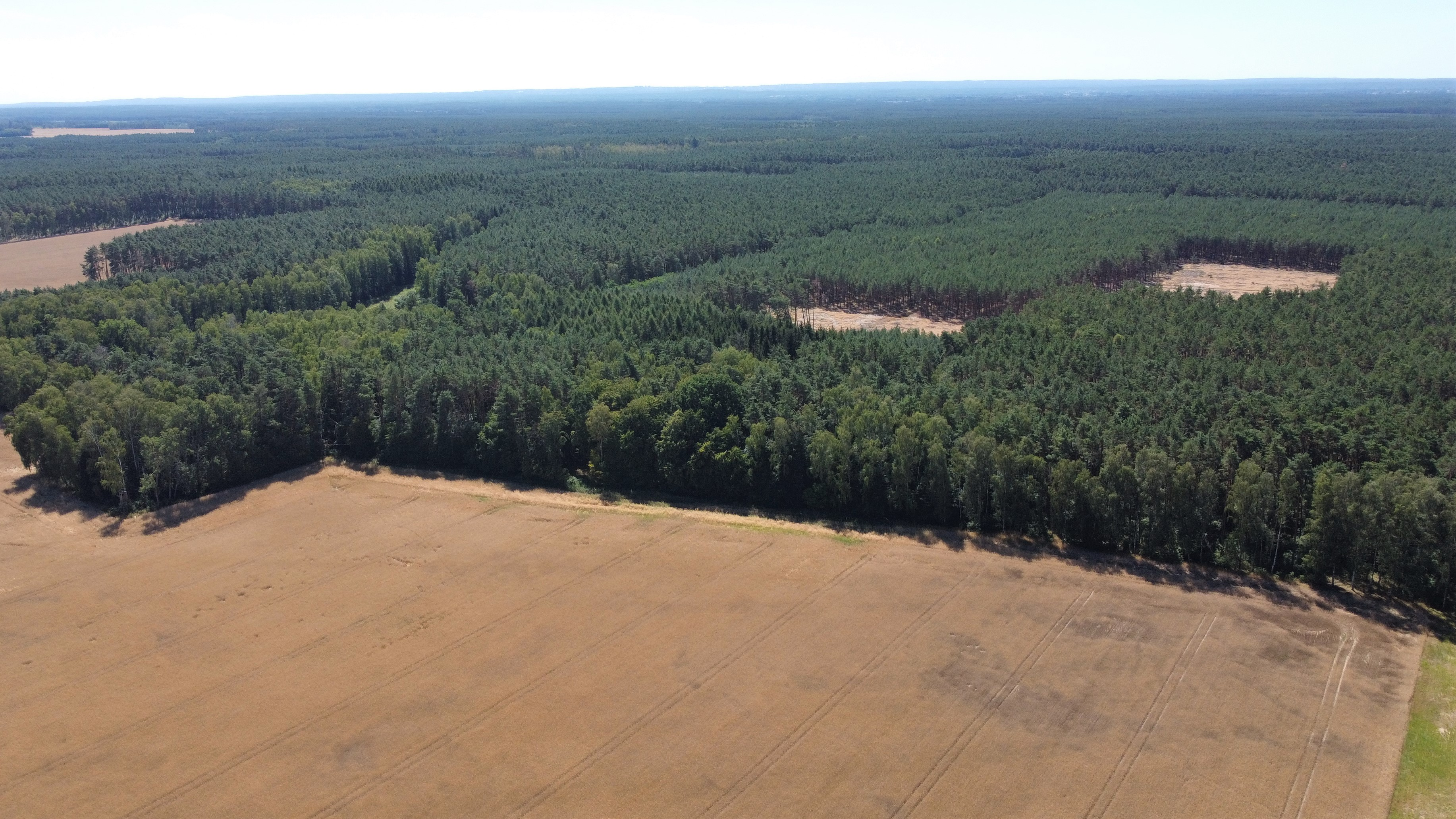
Wschodnie obrzeża Puszczy Rzepińskiej na zachód od Sulechowa

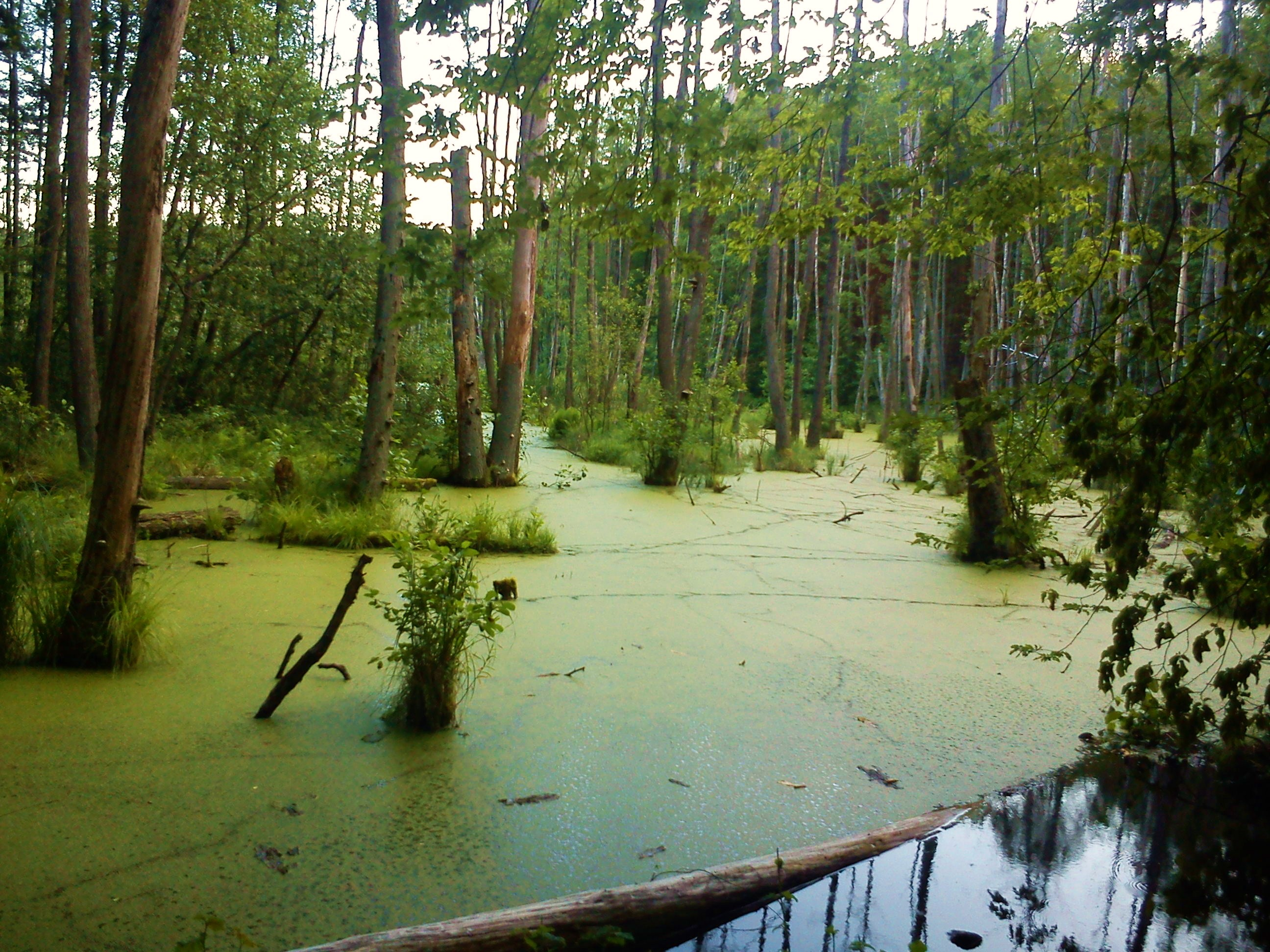
Olszyna w dolinie Pliszki

Puszcza Rzepińska, Puszcza Lubuska, Bory Lubuskie – rozległy kompleks leśny i mezoregion w regionalizacji przyrodniczo-leśnej Polski o różnie ujmowanym zasięgu. Określany jest mianem puszczy ze względu dużą lesistość (przy różnym ujęciu granic określaną na ponad 40%, ponad 50% lub 66,9%), nie ma natomiast uzasadnienia historycznego.
W najszerszym ujęciu obejmuje obszar w zachodniej części województwa lubuskiego rozciągający się między doliną Odry od południa i zachodu, Warty od północy, ze wschodnią granicą biegnącą od Skwierzyny, poprzez Łagów, Świebodzin po Sulechów. W węższym ujęciu regionalizacji przyrodniczo-leśnej Polski 2010 stanowi część Krainy Pomorsko-Wielkopolskiej o kodzie III.22, a jego powierzchnia wynosi 1509 km². W tym podziale zajmuje obszar w łuku doliny Odry, a na północy i wschodzie sięgający po Rzepin, Sulęcin, Łagów, Świebodzin i Sulechów.
Obszar cechuje się słabym zaludnieniem, brakiem większych miast oraz dominacją siedlisk borowych, przekraczających 90% udziału. W efekcie panuje tu w drzewostanach sosna zwyczajna (osiąga ok. 80% udziału) oraz brzoza brodawkowata. Żyźniejsze siedliska z bukiem zwyczajnym, dębami i olszą czarną związane są z dolinami rzek i sąsiedztwem jezior, większe kompleksy liściaste z buczynami występują na glinach zwałowych w rejonie Łagowa i Torzymia. Małe zróżnicowanie drzewostanów czyni je podatnymi na gradacje patogenów, zwłaszcza w sytuacji, gdy panująca tu sosna osłabiana jest przez skutki globalnego ocieplenia – wysokie temperatury i powtarzające się susze.